# 李岩岩
李岩岩，中华人民共和国教育部长江学者讲座教授，北京师范大学教授，李岩岩本科毕业于中国科技大学，硕士期间师从中科院院士丁夏畦，主要从事数学方面的研究工作。